# مری گالتین فنر
مری گالتین فنر (به انگلیسی: Mary Galentine Fenner)

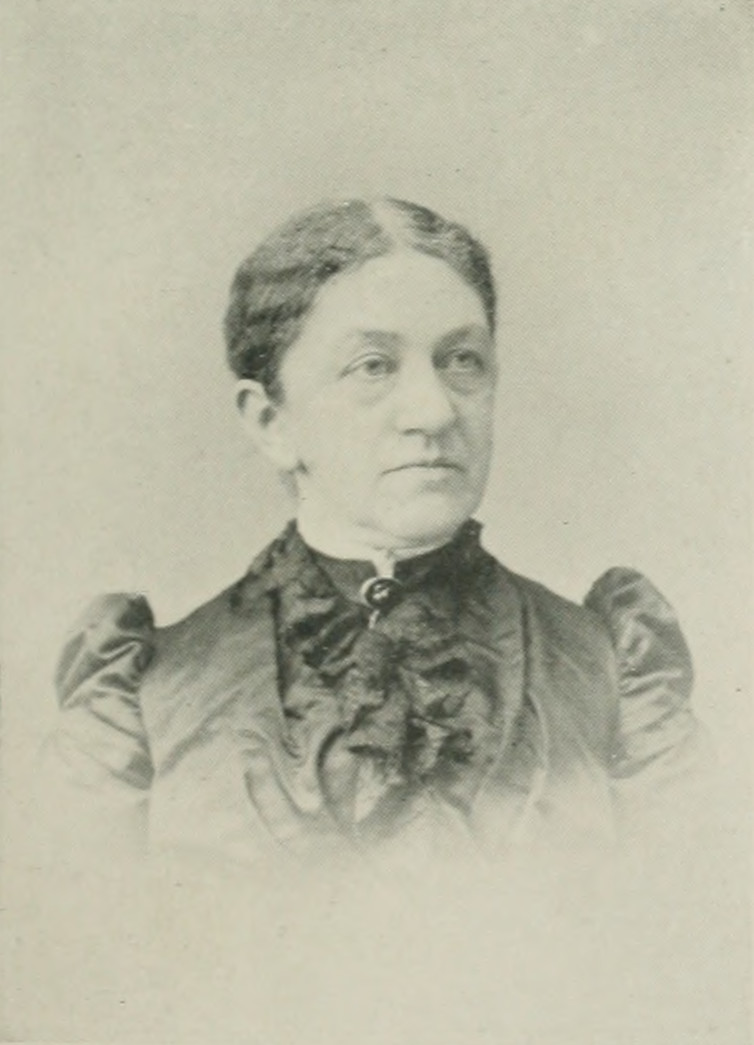
تصویر مری گالتین

(زادهٔ ۱۷ مه ۱۸۳۹ – درگذشتهٔ ۱۹۰۳) شاعر و روشنفکر آمریکایی بود.

## زندگینامه
مری گالتین در ۱۷ مه ۱۸۳۹ در منطقه راش، نیویورک به دنیا آمد. پدرش جان گالنتین، اهل شهرستان مونرو بود.

## حرفه
فنر با وجود کم سن و سالی، برای نشریه نیویورکر مقاله می‌نوشت. در سال ۱۸۷۳ اولین شعر او منتشر شد که نامش «به یادگار» بود. فنر آن را در سالگرد مرگ پدرش و خطاب به مادرش سرود. او بعداً یک شاعر پرکار شد و کتاب شعر منتشر کرد.